# Ain Zohra
Ain Zohra (franska: Ain Zohra (CR), Ain Zohra (Commune Rurale), arabiska: ازغنغان (البلدية)) är en kommun i Marocko.   Den ligger i provinsen Driouch och regionen Oriental, 300 km öster om huvudstaden Rabat. Antalet invånare är 11 258.